# ビュレント・コルクマズ
ビュレント・コルクマズ（Bülent Korkmaz、1968年11月24日 - ）は、トルコ・マラティヤ出身の元サッカー選手。サッカー指導者。現役時代のポジションはDF。20年に亘って所属したガラタサライSKのファンからは「Büyük Kaptan（偉大なキャプテン）」と呼ばれた。また、弟のマート・コルクマズも同じくサッカー選手でディフェンダーをしており、1993年から1998年までの期間は共にガラタサライに所属していた。現在はチャイクル・リゼスポルの監督を務めている。

## 経歴
11歳でガラタサライのユースチームに入団。最初はゴールキーパーとして入団したが、監督によって守備的ミッドフィールダー、ディフェンダーへと転向する。若い頃から才能を買われ、16歳の時にはバイエル・レバークーゼンから契約のオファーが届いた。しかし、ビュレントはそのオファーに応じず、1987年にガラタサライのシニアチームに昇格した。そこで600を超える試合に出場し、トルコ・シュペルリガを8度制覇したほか、UEFAヨーロッパリーグ、UEFAスーパーカップなど総計29のタイトルを手にした。また、トルコ代表としても102試合に出場し、UEFA欧州選手権1996や2002 FIFAワールドカップにも出場、ワールドカップでは3位となるなどチームを支えた。2004-05シーズンの終わりに引退。
引退後の2005年8月30日、ゲンチレルビルリイのアシスタントマネージャーに就任するも、そのシーズンが終わる前に辞任する。2007年1月に、カイセリ・エルジェススポルの監督に就任した。しかし、クラブ降格の責任をとって辞任。2007年6月、ブルサスポルの監督となった。10月、同クラブを解雇され、ゲンチレルビルリイに監督として戻った。2009年2月23日、成績不振により解雇されたミヒャエル・スキッベの後釜として現役時代に所属していたガラタサライの監督に就任。しかし、同年6月3日に辞任。

## 代表歴

### 出場大会
- トルコ代表
  - 2002 FIFAワールドカップ

### 試合数
- 国際Aマッチ 102試合 3得点（1990年-2005年）[4]

| トルコ代表 | 国際Aマッチ | 国際Aマッチ |
| 年         | 出場        | 得点        |
| ---------- | ----------- | ----------- |
| 1990       | 2           | 0           |
| 1991       | 8           | 0           |
| 1992       | 8           | 0           |
| 1993       | 6           | 1           |
| 1994       | 7           | 1           |
| 1995       | 11          | 0           |
| 1996       | 9           | 0           |
| 1997       | 4           | 0           |
| 1998       | 0           | 0           |
| 1999       | 0           | 0           |
| 2000       | 5           | 0           |
| 2001       | 4           | 0           |
| 2002       | 15          | 1           |
| 2003       | 14          | 0           |
| 2004       | 7           | 0           |
| 2005       | 2           | 0           |
| 通算       | 102         | 3           |

## 監督成績
| クラブ                           | 就任 | 退任 | 記録 | 記録 | 記録 | 記録 | 記録   |
| クラブ                           | 就任 | 退任 | 試合 | 勝ち | 分け | 負け | 勝率 % |
| -------------------------------- | ---- | ---- | ---- | ---- | ---- | ---- | ------ |
| カイセリ・エルジイェススポル     | 2006 | 2007 | 17   | 7    | 5    | 5    | 041.18 |
| ブルサスポル                     | 2007 | 2007 | 9    | 1    | 4    | 4    | 011.11 |
| ゲンチレルビルリイ               | 2007 | 2008 | 10   | 2    | 3    | 5    | 020.00 |
| ガラタサライ                     | 2009 | 2009 | 15   | 7    | 4    | 4    | 046.67 |
| バクー                           | 2009 | 2010 | 44   | 16   | 14   | 14   | 036.36 |
| カラビュックスポル               | 2011 | 2012 | 33   | 17   | 4    | 12   | 051.52 |
| イスタンブール・バシャクシェヒル | 2012 | 2013 | 22   | 6    | 6    | 10   | 027.27 |
| カイセリ・エルジイェススポル     | 2014 | 2015 | 11   | 1    | 6    | 4    | 009.09 |
| メルスィン・イドマン・ユルドゥ   | 2015 | 2016 | 15   | 3    | 4    | 8    | 020.00 |
| アンタルヤスポル                 | 2018 | 2019 | 52   | 20   | 10   | 22   | 038.46 |
| コンヤスポル                     | 2020 | 2020 | 13   | 4    | 4    | 5    | 030.77 |
| アランヤスポル                   | 2021 | 2021 | 16   | 7    | 4    | 5    | 043.75 |
| チャイクル・リゼスポル           | 2022 |      | 12   | 4    | 1    | 7    | 033.33 |
| 合計                             | 合計 | 合計 | 266  | 93   | 69   | 104  | 034.96 |